# Вик (Рюген)
Вик (нем. Wiek) — община в Германии, в земле Мекленбург-Передняя Померания.
Входит в состав района Рюген. Подчиняется управлению Норд-Рюген. Население составляет 1193 человек (2009); в 2003 г. — 1266. Занимает площадь 25,53 км².